# Fredi
Fredi je moško osebno ime.

## Izvor imena
Ime Fredi je lahko različica imena Alfred oziroma Friderik.

## Pogostost imena
Po podatkih Statističnega urada Republike Slovenije je bilo na dan 31. decembra 2007 v Sloveniji število moških oseb z imenom Fredi: 184.

## Osebni praznik
Osebe z imenom Fredi lahko godujejo takrat kot Alfredi ali pa Frideriki.